# Anaea strymon
Anaea strymon är en fjärilsart som beskrevs av Gustav Weymer och J. Peter Maassen 1890. Anaea strymon ingår i släktet Anaea och familjen praktfjärilar. Inga underarter finns listade i Catalogue of Life.